# Tiếng Anh Anh
Tiếng Anh-Anh (British English, UK English) hoặc Tiếng Anh tiêu chuẩn (Standard English) là phương ngữ tiêu chuẩn của tiếng Anh được sử dụng ở Vương quốc Liên hiệp Anh và Bắc Ireland và ở hầu hết các quốc gia thuộc Đế quốc Anh trước đây. Có một số biến thể khu vực nhỏ trong tiếng Anh dạng viết ở Vương quốc Anh. Ví dụ, tính từ wee hầu như chỉ được sử dụng ở các vùng Scotland, Đông Bắc Anh, Ireland và đôi khi là Yorkshire, trong khi little chiếm ưu thế ở những nơi khác (Nam Anh, Wales). Tuy nhiên, có một mức độ đồng nhất đáng kể trong tiếng Anh viết tại Vương quốc Anh và nó có thể được mô tả là tiếng Anh Anh. Tuy nhiên, dạng nói biến thân đa dạng hơn nhiều so với hầu hết các khu vực nói tiếng Anh khác trên thế giới, vì vậy khó áp dụng một khái niệm thống nhất về tiếng Anh Anh hơn đối với ngôn ngữ nói. Theo Tom McArthur trong Oxford Guide to World English, tiếng Anh Anh chia sẻ "tất cả sự mơ hồ và căng thẳng trong từ "Anh" và kết quả là nó có thể được sử dụng và diễn giải theo hai cách, rộng hơn hay hẹp hơn, với một loạt lẫn lộn và mơ hồ".

## Lịch sử
Tiếng Anh là một ngôn ngữ German Tây có nguồn gốc từ nhóm phương ngữ Anh-Frisia đưa đến Anh bởi các dân tộc German từ nhiều khu vực khác nhau của tây bắc nước Đức và miền bắc Hà Lan. Dân bản xứ tại thời điểm này nói tiếng Britton chung (một ngôn ngữ Celt), và chịu ảnh hưởng của sự chiếm đóng của người La Mã. Nhóm ngôn ngữ này (tiếng Wales, tiếng Cornwall, tiếng Cumbria) đã cùng chung với tiếng Anh bước vào thời kỳ hiện đại, nhưng do sự xa cách của chúng với các ngôn ngữ German, ảnh hưởng đối với tiếng Anh bị hạn chế đáng kể.
Ban đầu, tiếng Anh cổ là một nhóm phương ngữ đa dạng, phản ánh nguồn gốc đa dạng của các Vương quốc Anglo-Saxon tại Anh. Một trong những phương ngữ này, tiếng Tây Saxon muộn, cuối cùng chiếm ưu thế. Tiếng Anh cổ sau đó bị ảnh hưởng bởi hai làn sóng xâm lược: đầu tiên là bởi những người nói thuộc nhánh Scandinavia của nhóm German, những người đã chinh phục và chiếm đóng các phần của Anh trong thế kỷ 7 và 9; thứ hai là người Norman ở thế kỷ 11, những người nói tiếng Norman cổ và rồi phát triển một biến thể tiếng Norman ở Anh Quốc gọi là tiếng Norman Anh. Hai cuộc xâm lược này đã khiến tiếng Anh trở nên "hỗn hợp" ở một mức độ nào đó (mặc dù nó chưa bao giờ là ngôn ngữ hỗn hợp đúng nghĩa thực sự; ngôn ngữ hỗn hợp phát sinh từ sự chung sống của những người nói ngôn ngữ khác nhau, những người này phát triển một ngôn ngữ lai để thuận tiện cho giao tiếp cơ bản).
Việc sống chung với người Scandinavia đã dẫn đến sự đơn giản hóa ngữ pháp và làm phong phú từ vựng cốt lõi Anh-Frisia của tiếng Anh; sự chiếm đóng của người Norman sau này đã dẫn đến việc "ghép" vào lõi German một lớp từ phức tạp từ nhóm ngôn ngữ Rôman. Ảnh hưởng Norman này vào tiếng Anh chủ yếu thông qua tòa án và chính phủ. Do đó, tiếng Anh phát triển thành ngôn ngữ "vay mượn" rất linh hoạt và có vốn từ vựng khổng lồ.

## Phương ngữ
Các phương ngữ và giọng khác nhau giữa bốn quốc gia cấu thành Vương quốc Liên hiệp Anh và Bắc Ireland, cũng như trong chính các quốc gia này.
Các phân nhóm chính thường được phân loại là tiếng Anh tại Anh (hay tiếng Anh được nói ở Anh, bao gồm các phương ngữ Anh Nam Anh, Hạt Tây, Đông Midlands và Tây Midlands, Anh Bắc Anh), tiếng Anh Ulster ở Bắc Ireland, tiếng Anh Wales (thường bị nhầm lẫn với tiếng Wales) và tiếng Anh Scotland (không nên nhầm lẫn với tiếng Scotland hoặc tiếng Gael Scotland). Các phương ngữ tiếng Anh cũng khác nhau về các từ mà chúng đã mượn từ các ngôn ngữ khác.

## Sử dụng ở các quốc gia
Tiếng Anh Mỹ là ngôn ngữ chính tại Hoa Kỳ. Ở Canada, giọng nói có vẻ rất giống với tiếng Anh Mỹ nhưng có một vài ngoại lệ (xem tiếng Anh Canada). Phép chính tả tiếng Anh Mỹ ở Canada đôi khi được sử dụng, nhưng theo truyền thống, phép chính tả Anh (ngoại trừ một số từ như programme, -isation / -ise / -isable, chilli, v.v.) được sử dụng. Mặc dù tiếng Anh khối thịnh vượng được nói nhiều nhất, tiếng Anh Mỹ được thấy thường xuyên hơn trên internet. Từ vựng tiếng Anh Mỹ chiếm ưu thế trong phương tiện trực quan: "movies" (tiếng Anh Anh: "films") và television.
Tất cả các quốc gia Khối Thịnh vượng chung Anh và Châu Phi đều học tiếng Anh Khối thịnh vượng chung, trong khi tiếng Anh Mỹ thường được học ở Châu Mỹ và Trung Quốc. Cách phát âm Z là 'Zee' chỉ được tìm thấy ở Hoa Kỳ và ít phổ biến hơn ở Canada, trong khi Z phát âm là 'Zed' hiện diện ở hầu hết mọi nơi khác. Vương quốc Anh và Ireland sử dụng bố trí bàn phím của Anh, trong khi Úc, Nam Phi, Canada, New Zealand và Hoa Kỳ sử dụng bố trí bàn phím của Mỹ. Ở châu Âu lục địa, nơi tiếng Anh là ngôn ngữ thứ hai ngày nay đôi khi thậm chí còn được dạy bằng tiếng Anh Mỹ, ngoại trừ có lẽ ở Scandinavia và Hà Lan.